# HLTV
HLTV, ранее аббревиатура от Half-Life Television, — новостной портал и форум, на котором освещаются киберспортивные новости, турниры и статистика по Counter-Strike 2. Это один из ведущих веб-сайтов в сообществе Counter-Strike, который ежемесячно посещают более 4 миллионов уникальных пользователей. В феврале 2020 года HLTV был приобретен группой спортивных букмекеров Better Collective.

## История

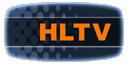
Старый логотип HLTV

HLTV была основана в 2002 году Мартином «Martin» Розенберком и Пером «Nomad» Ламбеком. Изначально он был создан для размещения записей матчей Counter-Strike 1.6, но позже стал включать новости по Counter-Strike и Half-Life. С 2010 года, когда вышла первая версия игры[какой?], HLTV начал публиковать ежегодный рейтинг всех киберспортсменов по Counter-Strike на основе их результатов за год. С выходом Counter-Strike: Global Offensive HLTV начал хранить демоверсии GOTV. С тех пор сайт расширился и начал включать в себя новости, статистику и анализ игр для киберспортивной сцены CS:GO.
С конца 2015 года HLTV ранжирует команды на основе собственной рейтинговой системы. После каждого крупного турнира HLTV награждает игроков медалями «MVP» (с англ. — «самый ценный игрок»), которая выдаётся самому результативному игроку, и EVP (с англ. — «исключительно ценный игрок»), которая присуждается игрокам, показавшим результаты выше среднего. В 2016 году HLTV запустила сайт dust2.dk, посвященный киберспортивной сцене Counter-Strike в Дании, а в 2017 — dust2.us для Америки. Данные, такие как результаты профессиональных матчей, передаются с дочерних веб-сайтов на HLTV.
В мае 2019 года HLTV был официально интегрирован в Counter-Strike: Global Offensive: в игре появилась информация о киберспортивных турнирах, причём данные подгружаются с сайта HLTV.
На протяжении многих лет HLTV получал множество визуальных обновлений, последнее из которых произошло в 2017 году[значимость факта?].
В 2020 году HLTV объявила, что она и дочерний сайт dust2.dk были приобретены «Better Collective», группой спортивных ставок, базирующейся в Дании.

## Рейтинги HLTV
Рейтинг HLTV является наиболее широко используемой системой рейтинга в CS:GO и часто используется за пределами HLTV.

### Рейтинг 1.0
Рейтинг 1.0 был представлен HLTV в 2010 году вместе с первой версией Counter-Strike[какой?]. Этот рейтинг был основан на количестве убийств (в том числе множественных) и выживаемости игрока за раунд. Чем выше каждое из этих значений, тем более высокий рейтинг получит игрок. Рейтинг HLTV 1.0 подвергался критике за то, что он был слишком похож на коэффициент убийств/смертей (KD).

### Рейтинг 2.0
Рейтинг 2.0 был представлен HLTV 6 июня 2017 года как обновление рейтинга 1.0. Были добавлены два новых фактора: убийство/помощь/выживание/размен (KAST) и средний урон за раунд (ADR), а также изменён «рейтинг воздействия». KAST измеряет процент раундов, в которых игрок вносит свой вклад, совершая убийства, помогая товарищу по команде, выживая в раунде или «размениваясь» товарища по команде. Рейтинг воздействия основан на количестве множественных убийств, первых убийств за раунд, выигранных раундов, в ходе которых игрок остаётся последним живым игроком в команде, и других нераскрытых факторах. По утверждению HLTV, Рейтинг 2.0 должен быть более точным, чем предыдущий, поскольку он включает больше факторов для измерения эффективности игрока. Несмотря на все нововведения, рейтинг продолжил подвергаться критике, в частности из-за того, что в этом рейтинге отдается предпочтение игрокам играющим со снайперской винтовкой «AWP» и так называемым «звездным стрелкам»[кому?]. Снайпер, как правило, имеет более высокий коэффициент KD и ADR из-за особенности ведения боя со снайперской винтовкой, в то время как «звездные стрелки» будут располагаться на наиболее важных позициях на карте.

### Рейтинг 2.1
Рейтинг 2.1 был представлен HLTV 14 октября 2024 года.

## Медали HLTV
После каждого крупного турнира HLTV награждает игроков медалями «MVP» (с англ. — «Самый ценный игрок»), которая выдаётся самому результативному игроку турнира. Начиная с 2016 года игрокам, получившим награду MVP, предоставляется физическая медаль, которая может быть золотой, серебряной или бронзовой, в зависимости от значимости события, за которое она была вручена. Также HLTV присуждает медаль EVP (с англ. — «Исключительно ценный игрок»), которой награждают игроков, показавших результаты на турнире выше среднего.

## Top 20 лучших игроков по версии HLTV
Каждый год сотрудники HLTV ранжируют киберспортсменов по Counter-Strike на основе их результатов и пишут статью, объясняющую их выбор. Эти рейтинги основаны на индивидуальных результатах, основанных на рейтинге HLTV 1.0 и рейтинге 2.0, результатах команды, в которой состоит игрок, а также на наградах MVP и EVP. В 2012 году рейтинг не составлялся, поскольку это был переходный год между Counter-Strike и Counter-Strike: Source и Global Offensive.
2010
1. Егор «markeloff» Маркелов
2. Кристофер «GeT_RiGhT» Алесунд
3. Мартин «trace» Хельдт
4. Сергей «starix» Ищук
5. Иоанн «Edward» Сухарев
6. Партик «f0rest» Линдберг
7. Филип «NEO» Кубский
8. Дэнни «Zonic» Сёренсен
9. Андреас «MODDI» Фрид
10. Маркус «delpan» Ларсон
11. Джордан «n0thing» Гилберт
12. Расмус «Gux» Стол
13. Кристоф «SIXER» Ся
14. Дэнни «fRoD» Монтанер
15. Роман «roman» Ауссердорфер
16. Йохан «face» Классон
17. Бум-Ки «peri» Юнг
18. Ричард «xizt» Ландстрём
19. Даниил «Zeus» Тесленко
20. Харлей «dsn» Орвалл

Источник: 
2011
1. Филип «NEO» Кубский
2. Кристофер «GeT_RiGhT» Алесунд
3. Егор «markeloff» Маркелов
4. Мартин «trace» Хельдт
5. Партик «f0rest» Линдберг
6. Виктор «TaZ» Войтас
7. Майкл «Friis» Йоргенсен
8. Финн «karrigan» Андерсен
9. Маркус «delpan» Ларсон
10. Расмус «Gux» Стол
11. Карл-Вильям «kalle» Харальдсен
12. Эдуард «ed1k» Иванов
13. Ричард «xizt» Ландстрём
14. Йохан «face» Классон
15. Иоанн «Edward» Сухарев
16. Андреас «MODDI» Фрид
17. Тими «aslak» Верккопера
18. Ярослав «pashaBiceps» Яржамбовски
19. Михаил «Dosia» Столяров
20. Сергей «starix» Ищук

Источник: 
2013
1. Кристофер «GeT_RiGhT» Алесунд
2. Партик «f0rest» Линдберг
3. Ришар «shox» Папильон
4. Михаил «Dosia» Столяров
5. Натан «NBK-» Шмидт
6. Ричард «xizt» Ландстрём
7. Адиль «ScreaM» Бенрлитом
8. Йеспер «JW» Вексель
9. Спенсер «Hiko» Мартин
10. Ладислав «GuardiaN» Ковач
11. Адам «friberg» Фриберг
12. Кенни «kennyS» Шраб
13. Робин «flusha» Реннквист
14. Николай «Nico» Дженсен
15. Егор «markeloff» Маркелов
16. Иоанн «Edward» Сухарев
17. Эдуард «SmithZz» Дюбордье
18. Питер «dupreeh» Расмуссен
19. Ярослав «pashaBiceps» Яржамбовски
20. Андреас «Xyp9x» Хёйслет

Источник: 
2014
1. Кристофер «GeT_RiGhT» Алесунд
2. Робин «flusha» Реннквист
3. Ярослав «pashaBiceps» Яржамбовски
4. Януш «Snax» Погожельски
5. Йеспер «JW» Вексель
6. Кенни «kennyS» Шраб
7. Партик «f0rest» Линдберг
8. Ришар «shox» Папильон
9. Фредди «KRiMZ» Джохансон
10. Винсент «Happy» Червони
11. Ладислав «GuardiaN» Ковач
12. Олоф «olofmeister» Кайбьер
13. Павел «byali» Белински
14. Адам «friberg» Фриберг
15. Дэн «apEX» Мадесклер
16. Питер «dupreeh» Расмуссен
17. Натан «NBK-» Шмидт
18. Брэкстон «swag» Пирс
19. Фабьен «kioShiMa» Фей
20. Николай «dev1ce» Ридтц

Источник: 
2015
1. Олоф «olofmeister» Кайбьер
2. Ладислав «GuardiaN» Ковач
3. Николай «dev1ce» Ридтц
4. Януш «Snax» Погожельски
5. Робин «flusha» Реннквист
6. Кенни «kennyS» Шраб
7. Фредди «KRiMZ» Джохансон
8. Винсент «Happy» Червони
9. Натан «NBK-» Шмидт
10. Йеспер «JW» Вексель
11. Кристофер «GeT_RiGhT» Алесунд
12. Питер «dupreeh» Расмуссен
13. Ришар «shox» Папильон
14. Егор «flamie» Васильев
15. Рене «cajunb» Борг
16. Партик «f0rest» Линдберг
17. Филип «NEO» Кубский
18. Дэн «apEX» Мадесклер
19. Алекси «allu» Джалли
20. Тайлер «Skadoodle» Лэтэм

Источник: 
2016
1. Марсело «coldzera» Давид
2. Габриэль «FalleN» Толедо
3. Николай «dev1ce» Ридтц
4. Александр «s1mple» Костылев
5. Януш «Snax» Погожельски
6. Ришар «shox» Папильон
7. Партик «f0rest» Линдберг
8. Олоф «olofmeister» Кайбьер
9. Адиль «ScreaM» Бенрлитом
10. Робин «flusha» Реннквист
11. Никола «NiKo» Ковач
12. Егор «flamie» Васильев
13. Кенни «kennyS» Шраб
14. Эмиль «Magisk» Рейф
15. Фернандо «fer» Альваренга
16. Маркус «Kjaerbye» Кьебю
17. Ладислав «GuardiaN» Ковач
18. Кристофер «GeT_RiGhT» Алесунд
19. Линкольн «fnx» Лау
20. Деннис «dennis» Едман

Источник: 
2017
1. Марсело «coldzera» Давид
2. Никола «NiKo» Ковач
3. Фернандо «fer» Альваренга
4. Ховард «rain» Нигаард
5. Николай «dev1ce» Ридтц
6. Габриэль «FalleN» Толедо
7. Кенни «kennyS» Шраб
8. Александр «s1mple» Костылев
9. Ладислав «GuardiaN» Ковач
10. Питер «dupreeh» Расмуссен
11. Абай «Hobbit» Хасенов
12. Джонатан «EliGE» Яблоновски
13. Андреас «Xyp9x» Хёйслет
14. Кристиан «k0nfig» Винеке
15. Маркус «Kjaerbye» Кьебю
16. Томаш «oskar» Штяштны
17. Даурен «AdreN» Кыстаубаев
18. Рикардо «boltz» Прасс
19. Олоф «olofmeister» Кайбьер
20. Януш «Snax» Погожельски

Источник: 
2018
1. Александр «s1mple» Костылев
2. Николай «dev1ce» Ридтц
3. Никола «NiKo» Ковач
4. Денис «electronic» Шарипов
5. Питер «dupreeh» Расмуссен
6. Кит «NAF» Маркович
7. Эмиль «Magisk» Рейф
8. Лукас «gla1ve» Россандер
9. Фредди «KRiMZ» Джохансон
10. Марсело «coldzera» Давид
11. Ладислав «GuardiaN» Ковач
12. Рассел «Twistzz» Ван Дуклен
13. Андреас «Xyp9x» Хёйслет
14. Томаш «oskar» Штяштны
15. Джонатан «EliGE» Яблоновски
16. Миикка «suNny» Кемппи
17. Тимоти «autimatic» Та
18. Ховард «rain» Нигаард
19. Робин «ropz» Кул
20. Вальдемар «valde» Бьорн Вангсо

Источник: 
2019
1. Матье «ZywOo» Эрбо
2. Александр «s1mple» Костылев
3. Николай «dev1ce» Ридтц
4. Джонатан «EliGE» Яблоновски
5. Эмиль «Magisk» Рейф
6. Денис «electronic» Шарипов
7. Кит «NAF» Маркович
8. Винсент «Brehze» Кайонте
9. Рассел «Twistzz» Ван Дуклен
10. Робин «ropz» Кул
11. Никола «NiKo» Ковач
12. Озгюр «woxic» Экер
13. Джере «sergej» Сало
14. Андреас «Xyp9x» Хёйслет
15. Джастин «jks» Сэвидж
16. Питер «dupreeh» Расмуссен
17. Фредди «KRiMZ» Джохансон
18. Цветелин «CeRq» Димитроу
19. Людвиг «Brollan» Бролин
20. Итан «Ethan» Арнольд

Источник: 
2020
1. Матье «ZywOo» Эрбо
2. Александр «s1mple» Костылев
3. Николай «dev1ce» Ридтц
4. Никола «NiKo» Ковач
5. Денис «electronic» Шарипов
6. Бенджамин «blameF» Бремер
7. Робин «ropz» Кул
8. Джонатан «EliGE» Яблоновски
9. Питер «dupreeh» Расмуссен
10. Флориан «syrsoN» Рише
11. Эмиль «Magisk» Рейф
12. Мартин «stavn» Линд
13. Неманья «huNter-» Ковач
14. Юри «yuurih» Сантос
15. Людвиг «Brollan» Бролин
16. Энрике «HEN1» Телес
17. Фредди «KRiMZ» Джохансон
18. Кейке «KSCERATO» Серато
19. Джастин «jks» Сэвидж
20. Винсент «Brehze» Кайонте

Источник: 
2021
1. Александр «s1mple» Костылев
2. Матье «ZywOo» Эрбо
3. Никола «NiKo» Ковач
4. Дмитрий «sh1ro» Соколов
5. Сергей «Ax1Le» Рыхторов
6. Абай «Hobbit» Хасенов
7. Денис «electronic» Шарипов
8. Марек «YEKINDAR» Галински
9. Валерий «b1t» Ваховский
10. Джами «jame» Али
11. Николай «dev1ce» Ридтц
12. Неманья «huNter-» Ковач
13. Бенджамин «blameF» Бремер
14. Кит «NAF» Маркович
15. Кейке «KSCERATO» Серато
16. Мартин «stavn» Линд
17. Рассел «Twistzz» Ван Дуклен
18. Робин «ropz» Кул
19. Джонатан «EliGE» Яблоновски
20. Хелвийс «broky» Саукантсу

Источник: 
2022
1. Александр «s1mple» Костылев
2. Матье «ZywOo» Эрбо
3. Дмитрий «sh1ro» Соколов
4. Сергей «Ax1Le» Рыхторов
5. Никола «NiKo» Ковач
6. Хелвийс «broky» Саукантсу
7. Илья «m0NESY» Осипов
8. Робин «ropz» Кул
9. Кейке «KSCERATO» Серато
10. Мартин «stavn» Линд
11. Рассел «Twistzz» Ван Дуклен
12. Бенджамин «blameF» Бремер
13. Ховард «rain» Нигаард
14. Неманья «huNter-» Ковач
15. Марек «YEKINDAR» Галински
16. Валерий «b1t» Ваховский
17. Давид «frozen» Чернанский
18. Лотан «Spinx» Гилади
19. Юри «yuurih» Сантос
20. Джами «jame» Али

Источник: 
2023
1. Матье «ZywOo» Эрбо
2. Никола «NiKo» Ковач
3. Робин «ropz» Кул
4. Илья «m0NESY» Осипов
5. Лотан «Spinx» Гилади
6. Альваро «SunPayus» Гарсия
7. Александр «s1mple» Костылев
8. Дмитрий «sh1ro» Соколов
9. Мартин «stavn» Линд
10. Хелвийс «broky» Саукантсу
11. Николай «dev1ce» Ридтц
12. Давид «frozen» Чернанский
13. Неманья «huNter-» Ковач
14. Гай «Nertz» Илюц
15. Жакоб «jabbi⁠» Найгар
16. Бенджамин «blameF» Бремер
17. Эмиль «Magisk» Рейф
18. Каспер «cadiaN» Мёллер
19. Кайке «KSCERATO» Керато
20. Рассел «Twistzz» Ван Дуклен

Источник: 
2024
1. Данил «donk» Крышковец
2. Илья «m0NESY» Осипов
3. Матье «ZywOo» Эрбо
4. Никола «NiKo» Ковач
5. Юстинас «jL» Лекавичус
6. Дмитрий «sh1ro» Соколов
7. Шахар «flameZ» Шушан
8. Хельвийс «broky» Сауканц
9. Валерий «b1t» Ваховский
10. Давид «frozen» Чернянский
11. Игорь «w0nderful» Жданов
12. Марио «malbsMd» Самайоа
13. Лотан «Spinx» Гилади
14. Дориан «xertioN» Берман
15. Исмаилкан «XANTARES» Дурткардес
16. Иван «iM» Михай
17. Джими «Jimpphat» Сало
18. Робин «ropz» Коль
19. Джонатан «EliGE» Яблоновски
20. Адам «torzsi» Торжаш

Источник:

## Комментарии
1. ↑  Разменом в CS:GO называется устранение противника, который незадолго до этого убил товарища по команде («ответное убийство»).